# Archonias brassolis
Genre
Espèce
Archonias brassolis est une espèce néotropicale de lépidoptères (papillons) de la famille des Pieridae et de la sous-famille des Pierinae. Elle est l'unique représentante du genre monotypique Archonias.

## Morphologie et mimétisme
Malgré son appartenance à la famille des Pieridae, Archonias brassolis est un papillon essentiellement brun-noir. L'aile antérieure comporte une tache blanche, et l'aile postérieure des taches ou barres rouges et des points marginaux blancs. Cette ornementation varie géographiquement suivant les sous-espèces, et ressemble à celle du Nymphalidae Heliconius doris et de certains Papilionidae du genre Parides : il s'agit vraisemblablement d'un cas de mimétisme mullérien.

## Distribution et habitat
Archonias brassolis est répandue en Amérique centrale (du Sud-Est du Mexique au Panama) et dans une grande partie de l'Amérique du Sud (en Colombie, au Venezuela, au Suriname, au Guyana, en Guyane, au Brésil, en Équateur, au Pérou, en Bolivie, au Paraguay et dans le Nord de l'Argentine),.
Son habitat est la forêt tropicale humide.

## Biologie
L'espèce vole toute l'année. 
Les plantes hôtes de la chenille sont des Loranthaceae.

## Systématique
L'espèce actuellement appelée Archonias brassolis a été décrite par l'entomologiste danois Johan Christian Fabricius en 1777, sous le nom initial de Papilio brassolis.
Classée dans la famille des Pieridae et la sous-famille des Pierinae, elle est l'unique espèce du genre monotypique Archonias, décrit en 1827 par l'entomologiste allemand Jakob Hübner.

### Sous-espèces
De nombreuses sous-espèces ont été décrites, :
- Archonias brassolis brassolis (Fabricius, 1777) — dans les Guyanes.
- Archonias brassolis tereas (Godart, 1819) — dans le Sud du Brésil.
- Archonias brassolis marcias Hübner, [1831] — dans l'Est du Brésil.
- Archonias brassolis critias (C. & R. Felder, 1859) — au Venezuela et en Colombie.
- Archonias brassolis negrina (C. & R. Felder, 1862) — en Équateur, en Bolivie, au Pérou et en Argentine.
- Archonias brassolis approximata (Butler, 1873) — au Mexique, au Guatemala, au Honduras, au Costa Rica et au Panama.
- Archonias brassolis nigripennis (Butler, 1873) — en Colombie.
- Archonias brassolis rosacea (Butler, 1873) — en Équateur et au Venezuela.
- Archonias brassolis cutila Fruhstorfer, 1907 — en Équateur.
- Archonias brassolis rubrosparsa Stichel, 1908 — en Équateur.

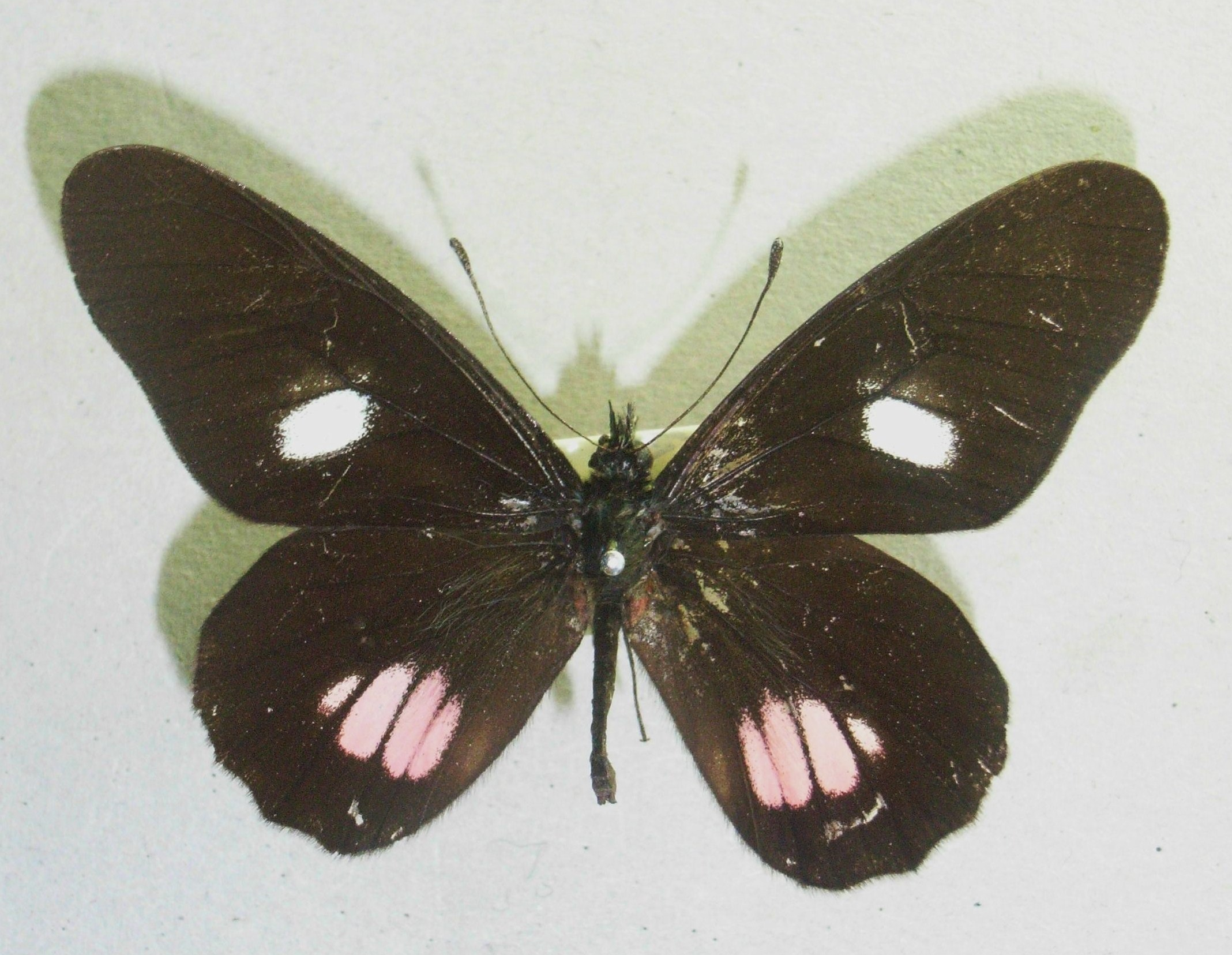
A. b. tereas
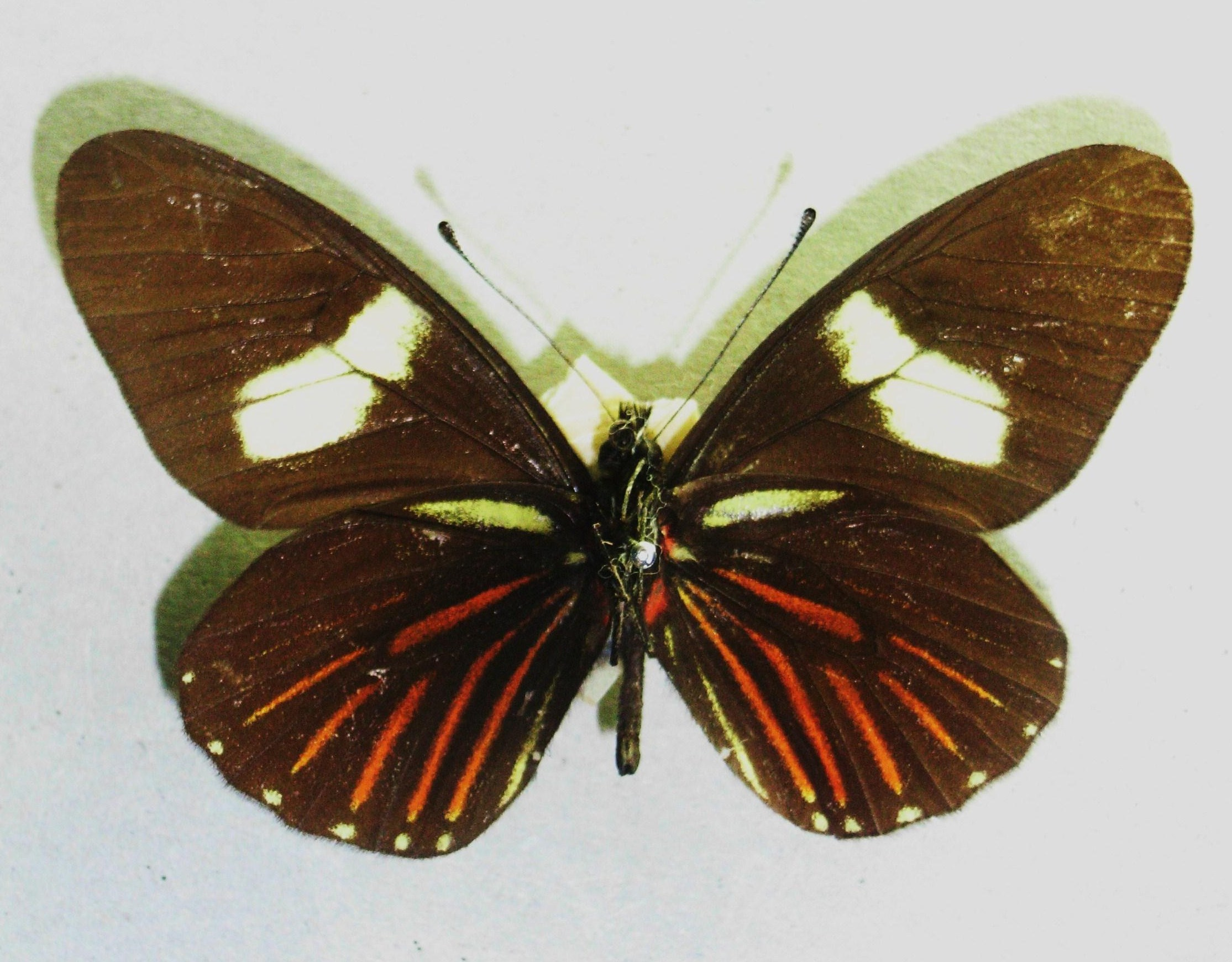
A. b. negrina

## Noms vernaculaires
Archonias brassolis est appelée en anglais Cattleheart White ou False Doris.

## Protection
L'espèce n'a pas de statut de protection particulier en France (Guyane).